# Station Karłowice
Station Karłowice is een spoorwegstation in de Poolse plaats Karłowice.